# Aert van der Neer

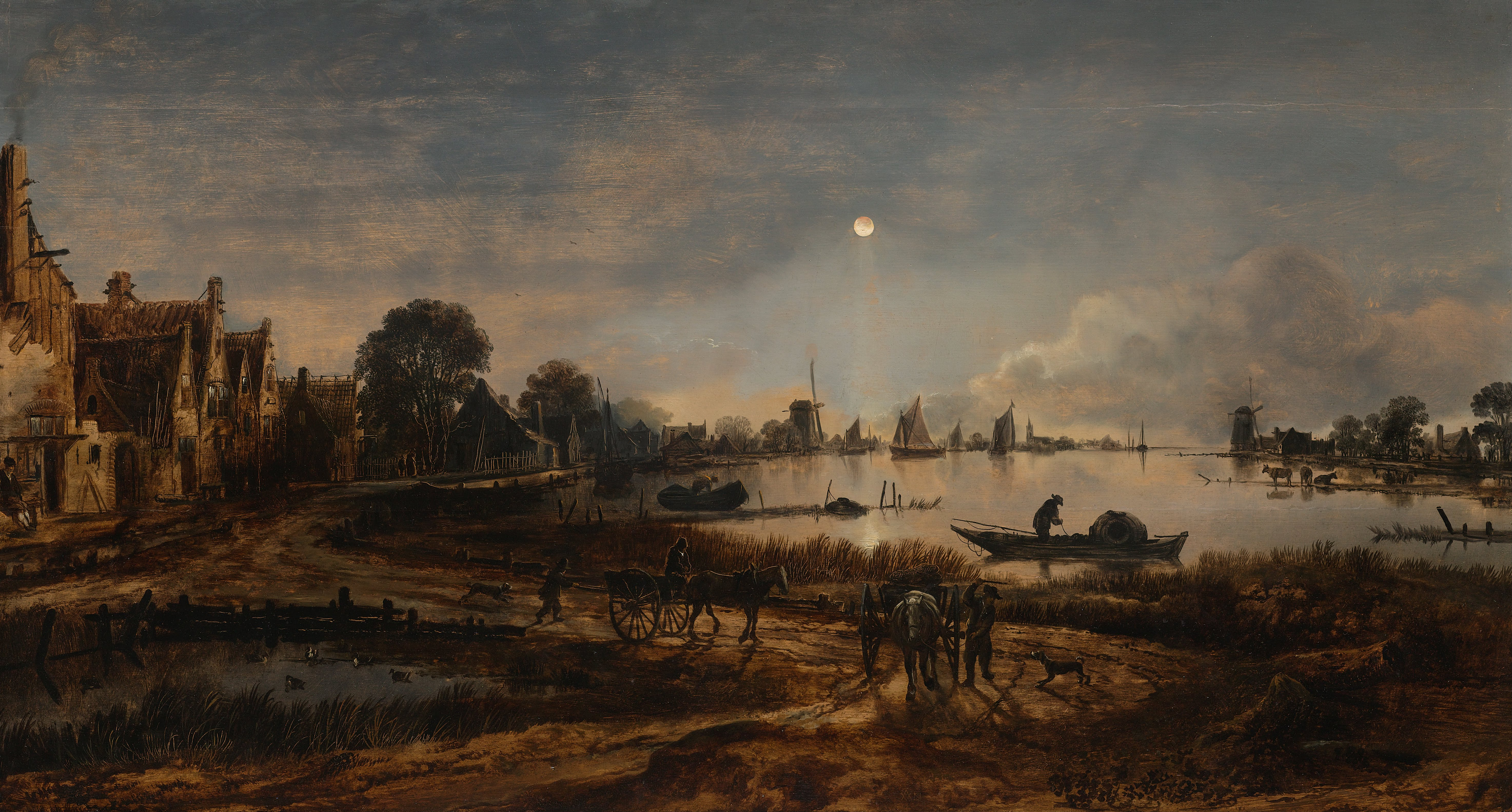
Landskapsmålning av Aert van der Neer i Rijksmuseum, Amsterdam.

Vinterlandskap med skridskoåkare på frusen flod av Aert van der Neer. Olja på duk, Hallwylska museet.

Månskenslandskap av Aert van der Neer, Nationalmuseum.

Aert (eller Aernout) van der Neer, född omkring 1603, troligen i Gorinchem, död den 9 november 1677 i Amsterdam, var en holländsk landskapsmålare. Han var far till Eglon van der Neer.
Han var sannolikt elev till vintermålaren Rafaël Camphuysen, om vars landskap hans tidigare arbeten påminner och till vilken han bevisligen stod i relation, i det Camphuysen var fadder åt hans dotter. Vad beträffar van der Neers levnadsomständigheter, länge outredda, har arkivforskningar ådagalagt att han liksom så många andra holländska konstnärer av ekonomiska skäl tvingades att föra ett slags dubbelexistens. Då han nämligen trots sin stora flit och ovanliga konstnärsbegåvning ej kunde livnära sig med sin pensel, blev han vinskänk och innehavare av härbärget ”Greven av Holland”, fastän den nya näringen icke inbragte honom mer guld, än att han 1662 gjorde konkurs. Den magra staten utvisar att han levde i ytterst torftiga omständigheter. Vid hans frånfälle såldes några av hans målningar för 1 till 20 gulden stycket, däribland månskens- och vinterstycken. Denna sistnämnda omständighet är av vikt, enär den klart ådagalägger, att vintapparen van der Neer och målaren van der Neer var en och samma person. Att en hans namne, Aert van der Neer, likaledes målare, så sent som 1685 flyttade från Amsterdam till Gouda, inverkar därför icke på van der Neer biografi.
van der Neer arbeten – vinterlandskap, kanallandskap i månsken eller solnedgång och eldsvådor i Amsterdam eller där utanför – är vart i sitt slag fullt självständigt uppfattade och mästerligt utförda, av en förut icke uppnådd stämningsfullhet och försedda med små, förträffliga, av honom själv insatta figurer. Hans nu kända målningar torde uppgå till bortåt 200 och detta fastän han först sent lär ha fått tillfälle att egna sig åt konsten. Men ännu flera är de efterapningar och kopior som går under hans namn; med undantag af Corots ha väl knappt någon landskapsmålares arbeten blivit så kopierade och efterapade som hans. Emellertid träffas odisputabelt äkta målningar av hans hand i de flesta större offentliga samlingar i Europa, såsom i Amsterdam, Berlin, Paris (Louvren), München, Sankt Petersburg, Bryssel, Kassel, Prag, Köpenhamn. Han finns representerad på Nationalmuseum i Stockholm och kan även ses i Hallwylska palatset i Stockholm med ett Vinterlandskap och ett Månskensstycke av van der Neer.